# Piypite
La piypite è un minerale.